# Pithecheir melanurus
Pithecheir melanurus är en däggdjursart som beskrevs av Lesson 1840. Pithecheir melanurus ingår i släktet apfotade råttor, och familjen råttdjur. IUCN kategoriserar arten globalt som sårbar. Inga underarter finns listade i Catalogue of Life.
Arten blir 15,9 till 17,6 cm lång (huvud och bål) och har en 19,0 till 21,3 cm lång svans. Bakfötterna är cirka 2,3 cm långa och öronen är ungefär 1,5 cm stora. Viktuppgifter saknas. Pälsen på ovansidan är rödbrun med inslag av grått och undersidans päls är ljusare. Pithecheir melanurus kan använda sista delen av den svarta svansen som gripverktyg. Liksom hos den andra arten i samma släkte är fötterna breda och den korta klon på stortån liknar mer en fjällplatta eller en nagel.
Denna gnagare förekommer endemisk på västra Java. Individer hittades i låglandet och i låga bergstrakter upp till 1200 meter över havet. De levde i tropiska skogar. Alla observationer gjordes före Andra världskriget.
Arten har växtdelar som föda men exemplar i fångenskap åt även syrsor. Honan föder en unge per kull mellan april och september. Ungen suger sig fast vid en spene och håller sig fast med händer och fötter i moderns päls under utflykter. Boet av torra blad, ormbunkar och bambu byggs i träd eller buskar 2 till 3,5 meter ovanför marken. Nästet placeras ofta intill epifyter.